# René Racine

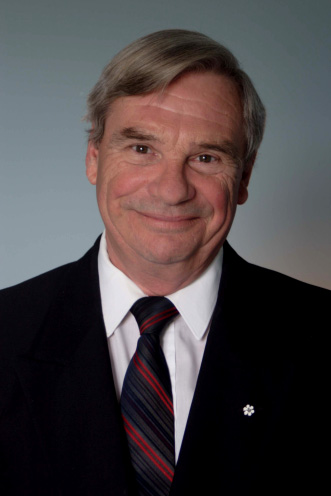
René Racine

René Racine, född 1939 i Québec, Kanada, är en kanadensisk professor och astronom. Han forskar bland annat om galaxer, kluster i rymden och astronomiska instrument.

## Utmärkelser
- Montréals Saint-Jean-Baptiste Societys Léon Lortie-utmärkelse 1988.
- Ledamot av Royal Society of Canada, 1989.
- Ledamot av Astronomical Society of the Pacific, 1991.
- Canadian Astronomical Societys Beals-utmärkelse 1992.
- Canadian Broadcasting Corporations Årets forskare 1994.
- Order of Canada 1999, sade upp sig äran 2009.
- Elizabeth II (2002, 1977) Golden Jubilee Medal of Her Majesty.[2]